# 이세나
이세나(한국 한자: 李世娜, 1982년 3월 16일~)는 대한민국의 배우이자 모델이다.

## 학력
- 2003년 여주대학 도예학과 (전문학사)

## 생애
2003년에 연극배우로 활약한지도 어느덧 4년차였던, 2007년에 《삼성전자》의 《애니콜》의 텔레비전 광고를 통해 CF 모델로 데뷔하였다. 2007년에 밸런타인데이를 앞둔 여자친구가 남자친구를 위해 도자기를 빚는 내용을 담은 '도자기녀' UCC 동영상으로 화제가 되었고 배우 박철과 함께 제4회 경기도 세계도자비엔날레 홍보대사로 위촉되기도 했다.

## 출연 작품

### 드라마
| 연도 | 방송     | 제목                   | 역할          | 비고      |
| ---- | -------- | ---------------------- | ------------- | --------- |
| 2008 | MBC      | 코끼리                 |               |           |
| 2008 | MBC      | 라이프 특별조사팀      |               |           |
| 2008 | MBC      | 대한민국 변호사        | 최고수의 비서 |           |
| 2008 | SBS      | 유리의 성              | 송소현        |           |
| 2009 | KBS2     | 전설의 고향 - 《금서》 | 혜명          |           |
| 2010 | MBC      | 주홍글씨               | 한인서        |           |
| 2010 | SBS Plus | 이글이글               | 정세나        |           |
| 2011 | SBS      | 뿌리깊은 나무          | 근지          |           |
| 2012 | SBS      | 바보엄마               | 김수리        |           |
| 2012 | SBS      | 그래도 당신            | 나세희        |           |
| 2015 | SBS      | 하이드 지킬, 나        | 최서희        |           |
| 2016 | SBS      | 육룡이 나르샤          | 근지          |           |
| 2018 | KBS1     | 비켜라 운명아          | 김하나        |           |
| 2018 | KBS2     | 단, 하나의 사랑        | 나희수        | 특별 출연 |
| 2020 | KBS2     | 바람피면 죽는다        | 민윤희        |           |
| 2021 | JTBC     | 언더커버               | 김다경        |           |
| 2021 | JTBC     | 인간실격               | 지나          |           |
| 2021 | tvN      | 멜랑꼴리아             | 조윤아        |           |
| 2022 | tvn      | 이브(2022년 드라마)    | 윤수정        |           |

### 영화 출연
- 《핸드폰》 (2009년) - 윤진아 역
- 《부산》 (2009년) - 순애 역
- 《덕혜옹주》 (2016년) - 서경신 역
- 《로드킬》 (2016년) - 민철 아내 역 (단편 영화)
- 《게이트》 (2018년) - 의상실 실장 역

### 연극 출연
- 낮잠(2010년)

### 뮤직비디오 출연
- 이승기 - 우리 헤어지자(2009년)

### 목소리 출연
- 애니메이션 《겨울연가》(2009년) - (오채린 역, 최지우의 동생 역)

### 교양다큐 출연
- EBS1 세계테마기행 - 캄보디아 (2018년)

## 홍보대사
- 2007년 4월 제4회 경기도 세계도자비엔날레 (배우 박철과 함께 위촉됨)[2]